# 施托青
施托青是奥地利布尔根兰州艾森斯塔特城郊县的一个市镇。总面积12.91平方公里，总人口770人，人口密度59.6人/平方公里（2001年）。